# Raimundo Gomes de Matos
Raimundo Gomes de Matos (Crato, 10 de outubro de 1883 - Fortaleza, 10 de maio de 1968), foi um advogado, político e professor brasileiro, sendo um dos fundadores da Faculdade de Direito da Universidade Federal do Ceará.

## Biografia
Filho de Raimundo Gomes Matos e de Claudiana Gomes de Matos. Seu primo, Manuel Gomes de Matos, foi deputado federal de 1900 a 1902. Pai de Thomaz Pompeu Gomes de Matos, advogado e historiador cearense.
Foi delegado de polícia no governo de Nogueira Acioly, governador do Ceará entre os anos de 1896 a 1912.
Formado em direito, Gomes de Matos atuou como procurador de Justiça do Estado do Ceará e secretário de Segurança Pública. 
Nas eleições de outubro de 1946 tentou eleger-se deputado federal na legenda do Partido Social Progressista (PSP), obtendo uma suplência. Ocupou uma cadeira na Câmara dos Deputados em 1950.
Ainda acadêmico de direito, Gomes de Matos foi nomeado promotor público de Barbalha em 1906. Dois anos depois, já formado, foi nomeado juiz da mesma comarca. Em 1909, depois de casado, assumiu o cargo de delegado de polícia de Fortaleza e, pouco tempo depois, começou a dar aulas na Faculdade de Direito do Ceará. Em 1926 deu vazão a outra de suas paixões: jornalismo. E naquele ano fundou o jornal A Tribuna.
Na década de 1930, atuou ainda como procurador geral do estado e juiz do Tribunal Regional Eleitoral, além de ter sido nomeado diretor da Faculdade de Direito, função que exerceu por quase uma década. Mais tarde foi secretário de polícia e segurança pública e secretário dos negócios da Fazenda. Entre as grandes amizades que travou, chama atenção o laço que estabeleceu com padre Cícero Romão Batista, de quem era advogado e amigo particular.
Gomes de Matos faleceu em sua casa no ano de 1968, quando Fortaleza estava sob a gerência de José Walter Cavalcante. Como forma de homenagem, o prefeito batizou uma avenida com o nome do amigo no ano seguinte. Cruzando grande parte do bairro Montese, a antiga Estrada do Gado - que já havia sido chamada também de Boulevard 14 de julho - foi rebatizada como avenida Professor Gomes de Matos.

## Homenagens
- O livro Gomes de Matos: Itinerário de Uma Vida, conta a história do notável professor.[4]
- Uma importante avenida de Fortaleza foi nomeada em sua homenagem, a Avenida Professor Gomes de Matos.[5]